# Euphaedra (Euphaedrana) canui
Euphaedra (Euphaedrana) canui es una especie de Lepidoptera de la familia Nymphalidae, subfamilia Limenitidinae, tribu Adoliadini, pertenece al género Euphaedra, subgénero (Euphaedrana).

## Localización
Esta especie de Lepidoptera se distribuye por Fernando Poo, Guinea Ecuatorial (África).